# Île Valhuec
L'île Valhuec est une île du Morbihan en baie de Quiberon, dépendant administrativement de la commune d'Île-d'Houat.